# Ákra Íria
Ákra Íria (Cape Íria, Cape Ierí) är en udde i Grekland.   Den ligger i prefekturen Nomós Argolídos och regionen Peloponnesos, i den sydöstra delen av landet, 90 km sydväst om huvudstaden Aten.
Terrängen inåt land är kuperad åt nordost, men åt sydväst är den platt. Havet är nära Ákra Íria åt sydväst.  Närmaste större samhälle är Kranídi, 16,4 km sydost om Ákra Íria. 